# Bùi Tố Việt
Bùi Tố Việt là một sĩ quan cao cấp của Quân đội nhân dân Việt Nam, hàm Thiếu tướng, hiện là Phó Chính ủy Quân chủng Phòng không – Không quân.
Ông quê ở xã Tràng An, TX Đông Triều, Quảng Ninh.
Năm 2015, ông là Chính ủy Sư đoàn 372, Quân chủng PKKQ.
Năm 2016, ông được bổ nhiệm giữ chức Phó Chủ nhiệm Chính trị Quân chủng PK-KQ.
Năm 2018, ông được bổ nhiệm giữ chức Phó Chính ủy Quân chủng PK-KQ